# Eusterinx fleischeri
Eusterinx fleischeri is een vliesvleugelig insect uit de familie van de gewone sluipwespen (Ichneumonidae). De wetenschappelijke naam van de soort werd voor het eerst geldig gepubliceerd in 1941 door Gregor.